# Lalage sueurii
Lalage sueurii е вид птица от семейство Campephagidae.

## Разпространение
Видът е разпространен в Индонезия и Източен Тимор.